# .pm
.pmはフランス領サンピエール島・ミクロン島に割り当てられている国別コードトップレベルドメイン(ccTLD)。このトップレベルドメインはAFNICによって管理・運営されている。